# Карл Мак
Карл Мак (24. август 1752 – 22. октобар 1828) је био аустријски генерал.

## Биографија
Готово сву војну каријеру провео је у штабу. У Француским револуционарним ратовима је начелник Штаба аустријске армије генерала Кобурга, а након тога је постављен за начелника штаба савезничких снага (95.000 људи). Створио је „уништавајући план“ за битку код Туркоена којим је Французе требало одвојити од позадине и одбацити на море. На челу Напуљске армије (40.000 људи) упао је 24. новембра 1798. године у Римску републику, потиснуо француске снаге и освојио Рим 29. новембра. У операцијама против Наполеона је 1805. године начелник Штаба аустријске армије којим је, номинално, командовао аустријски надвојвода Фердинанд Карл док је практично операцијама руководио Карл Мак. Претрпео је тежак пораз код Улма због чега је осуђен на смрт. Казна му је преиначена на 20 година робије. Године 1808. је пуштен из затвора.